# Bitva u Čadce

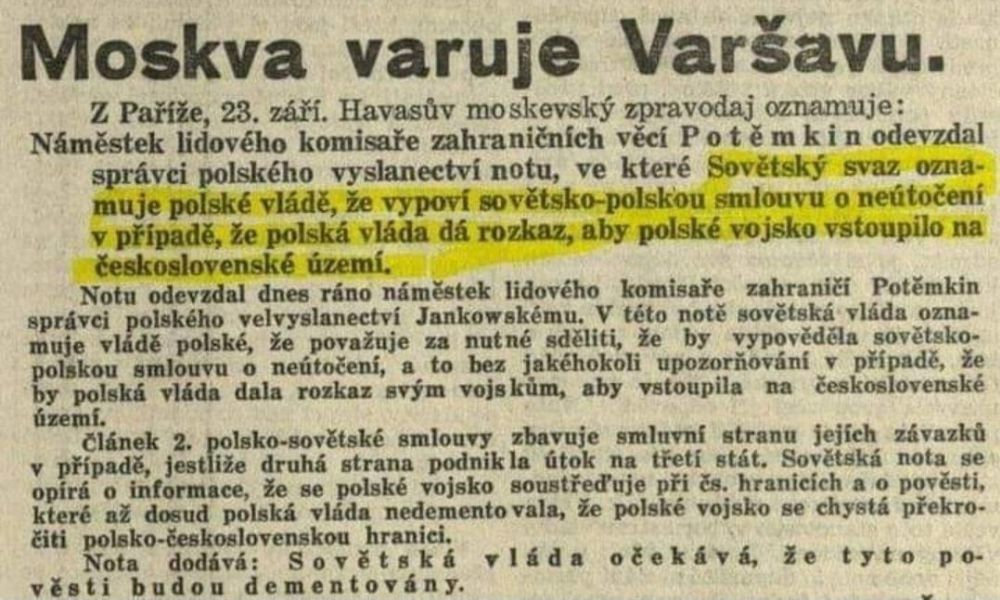
Moskva varuje Varšavu! (Z československého tisku z roku 1938.) - Moskva oznamuje polské vládě, že vypoví sovětsko-polskou smlouvu o neútočení v případě, že polská vláda dá rozkaz, aby polská armáda vstoupila na československé území.

Československo-polský konflikt u Čadce (nebo též Bitva u Čadce) byl střet mezi československými a polskými jednotkami o Čadecko. Střet skončil obsazením části Čadecka polskou armádou. Šlo o část malé války mezi Polskem a Československem v roce 1938.

V souvislosti s československo-polským sporem o Oravu 24. listopadu 1938 zaútočil v Oravském Podzámku shromážděný dav kamením na autobus s polskou delegací a polská vláda obratem oznámila, že v zájmu zajištění klidu bude sporné území obsazeno polskou armádou. Dopoledne následujícího dne zahájila Samostatná operační skupina „Slezsko“ polské armády vstup do Čadecka, střeženého zesílenou obranou československé armády. Československé jednotky zahájily urputné ústupové boje se zapojením dělostřelectva a bombardérů, byly zaznamenány případy střelby civilistů do týla postupujících polských vojsk. Další den byla oblast obsazena polským vojskem.
30. listopadu 1938 byl podepsán delimitační protokol. Polsku bylo u Čadce odstoupeno 44 km2 s 2000 obyvateli, kteří se většinou hlásili k československé národnosti. V roce 1939, po porážce Polska, území připadlo zpět tentokrát již Slovenskému státu a v roce 1945 byly obnoveny hranice s Polskem v předmnichovské podobě.